# Municipio de Fordham
El municipio de Fordham (en inglés: Fordham Township) es un municipio ubicado en el condado de Clark, en el estado estadounidense de Dakota del Sur. En el año 2010 tenía una población de 111 habitantes y una densidad poblacional de 1,2 personas por km².

## Geografía
El municipio de Fordham se encuentra ubicado en las coordenadas 44°45′14″N 97°53′54″O / 44.75389, -97.89833. Según la Oficina del Censo de los Estados Unidos, el municipio tiene una superficie total de 92.36 km², de la cual 91,98 km² corresponden a tierra firme y (0,41 %) 0,38 km² es agua.

## Demografía
Según el censo de 2010, había 111 personas residiendo en el municipio de Fordham. La densidad de población era de 1,2 hab./km². De los 111 habitantes, el municipio de Fordham estaba compuesto por el 99,1 % blancos y el 0,9 % eran de una mezcla de razas. Del total de la población el 0 % eran hispanos o latinos de cualquier raza.